# Безодня (озеро)
Безо́дня — озерце природного походження, гідрологічна пам'ятка природи місцевого значення в Україні.

## Розташування
Озерце розташоване за 500 м на захід від с. Миролюбівка Тернопільського району Тернопільської області у витоках потоку Гнида (притока Серету).

## Пам'ятка
Оголошене об'єктом природно-заповідного фонду рішенням Тернопільської обласної ради від 18 березня 1994 року. Перебуває у віданні Миролюбівської сільради.

## Характеристика
Площа — 0,33 га.

## Світлини

Вигляд на «Безодню»
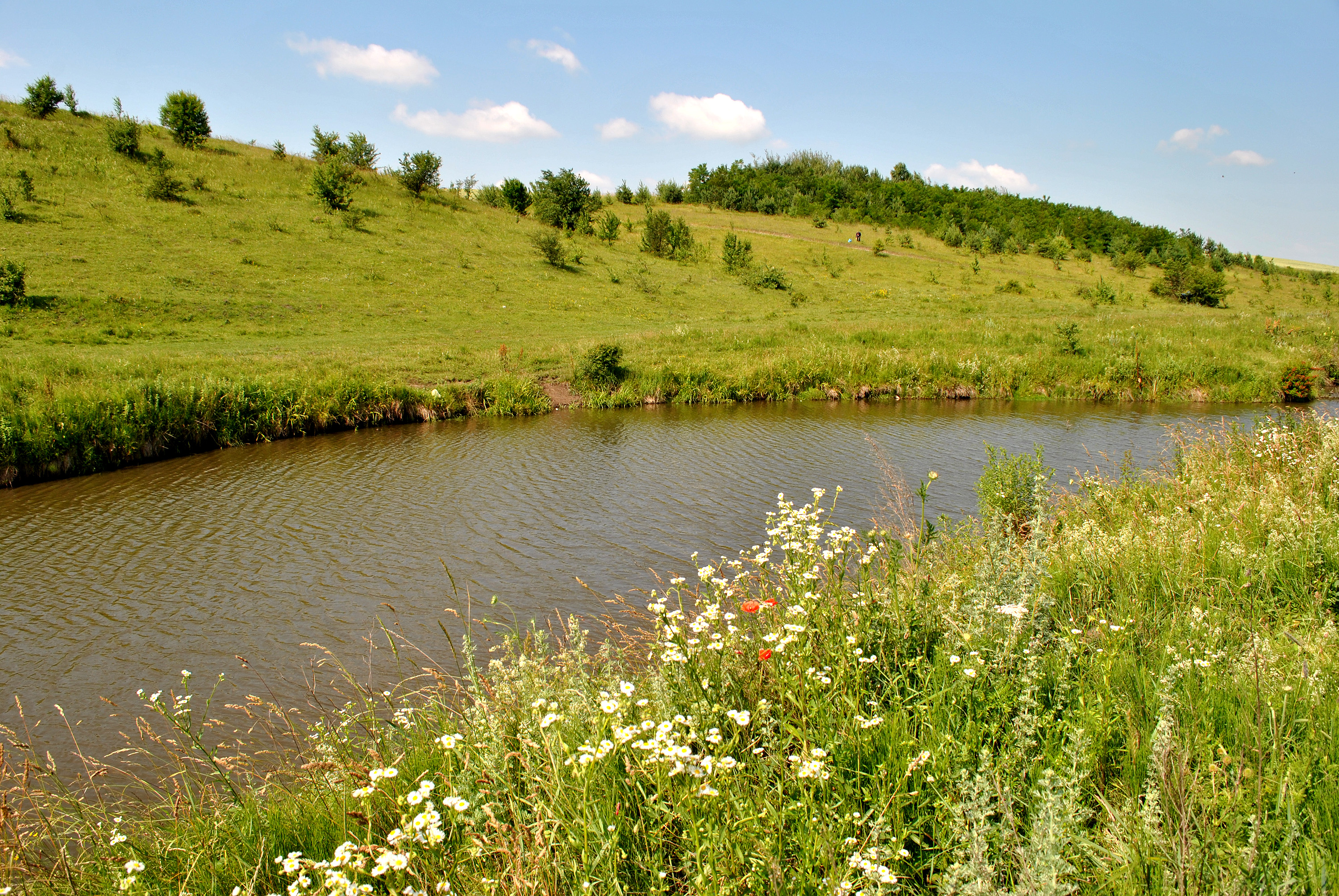
«Безодня» зблизька